# BMW Série 5 (E12)
La BMW Série 5 E12 a été produite de 1972 à 1981. Conçue comme la remplaçante des populaires berlines Neue Klasse 1800 et 2000, la BMW E12 était positionnée dans la gamme entre les modèles à deux portes de la Série 02 et l'imposante berline E3. Bien que sa production ait continué en Afrique du Sud jusqu'en 1985, la BMW E12 a été remplacée par la BMW Série 5 E28 à partir de juin 1981.
Première BMW « moderne », la BMW E12 a inauguré la nomenclature qui désigne aujourd'hui tous les modèles du constructeur, le premier chiffre représentant la série et les deux derniers la cylindrée du moteur. De par son succès et sa diffusion internationale, la BMW E12 a également permis à BMW de devenir un acteur mondial de la production automobile.

## Style
En 1970, le concept car BMW 2200ti Garmisch réalisé par le centre de design de Giuseppe Bertone a défini le style de la BMW Série 5 E12. Cependant, ses phares rectangulaires ne pouvaient pas être intégrés sur une BMW. En 1971, cela a été corrigé. Le responsable du design final fut Paul Bracq, transfuge du constructeur Mercedes-Benz, l’E12 a été sa première création pour BMW. Le coefficient de traînée de la carrosserie de l’E12 est de 0,44.

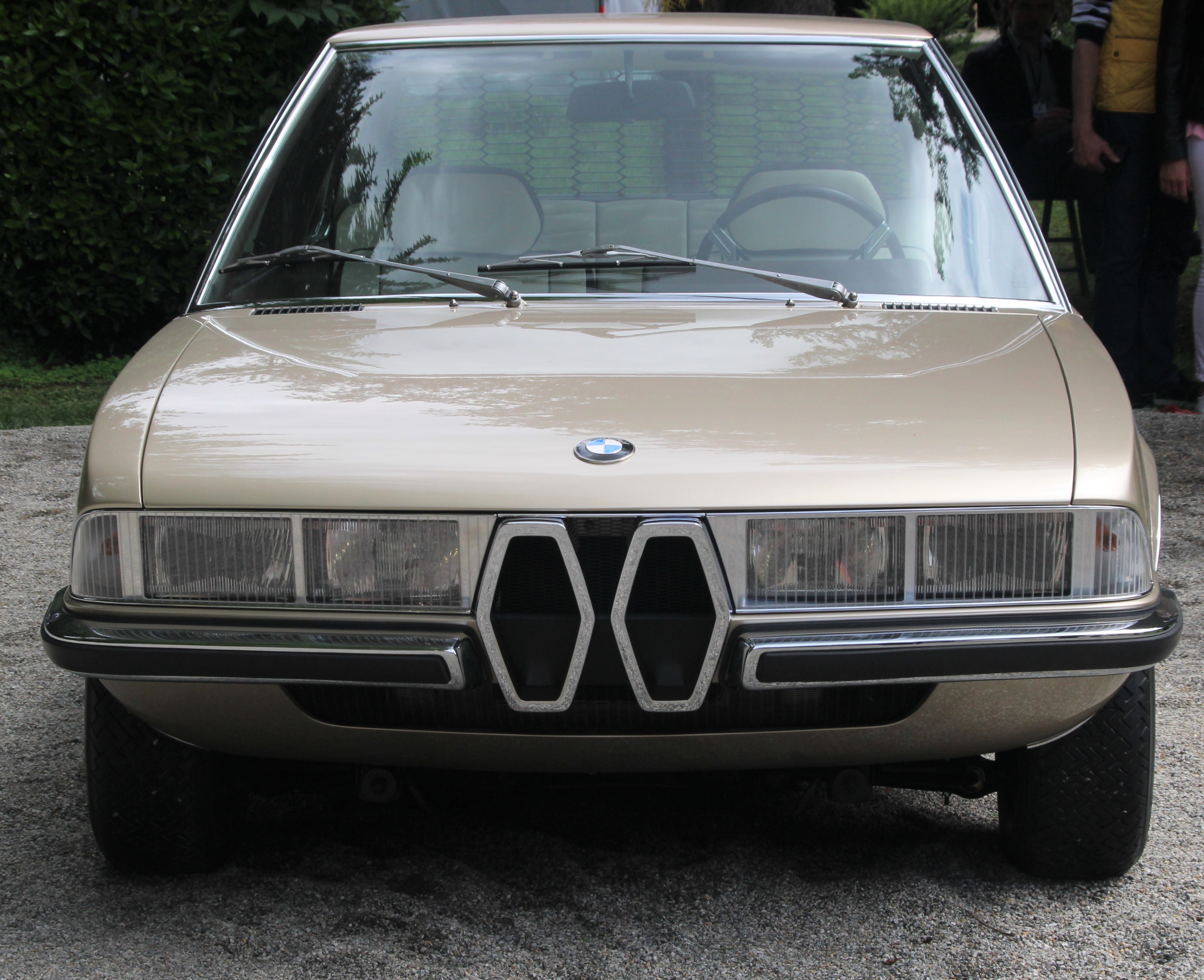
Étude Garmisch (Réplique de BMW en 2019)
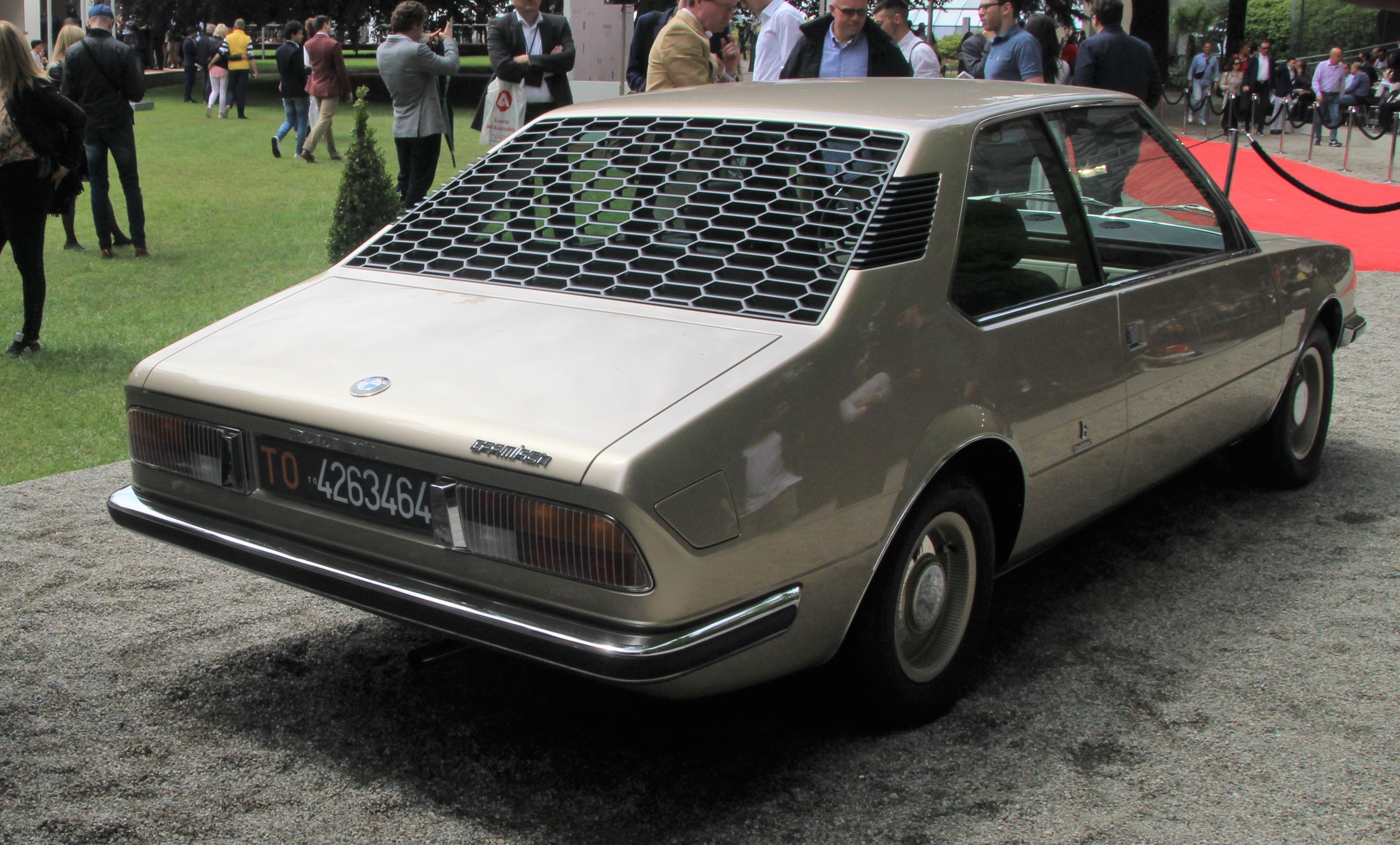
Étude Garmisch, vue arrière

Extérieurement, les 525 et 528 étaient identifiables par une zone surélevée au milieu du capot - cette zone était légèrement en retrait sur les modèles à moteurs quatre cylindres - et le lettrage sur la calandre. Elles avaient aussi des freins à disque à l’arrière.
La version restylée de la BMW E12 a été commercialisée en septembre 1976. Paul Bracq ayant quitté BMW en 1974, les évolutions mineures apportées à la carrosserie furent supervisées par Claus Luthe. Les feux arrière élargis, l'orifice de remplissage du carburant déplacé sur l'aile arrière droite et le dessin de la face avant et du capot ont été les principaux changements. La capacité du réservoir était désormais également de 70 l pour les modèles à moteurs quatre cylindres (56 l auparavant). La caractéristique la plus frappante était le capot incurvé autour des haricots BMW, qui était désormais le même pour toutes les versions de moteur. Les versions avec le moteur M30 ont une bordure chromée sur la calandre.
À l’intérieur, les bouches d’aération verticales étaient désormais réglables; le volant était recouvert de plastique souple et sa forme correspondait à celle des Série 6 et 7.

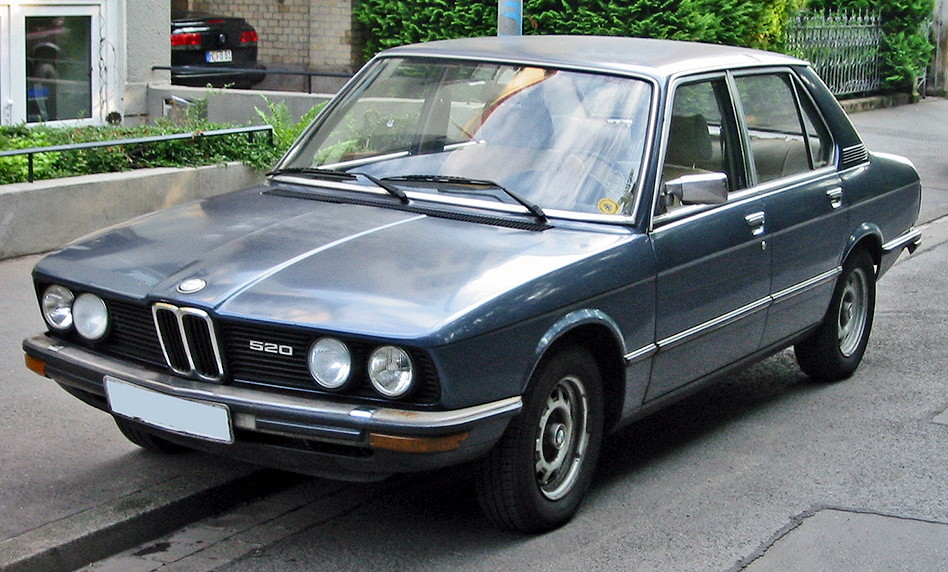
BMW Série 5 (1976–1981)
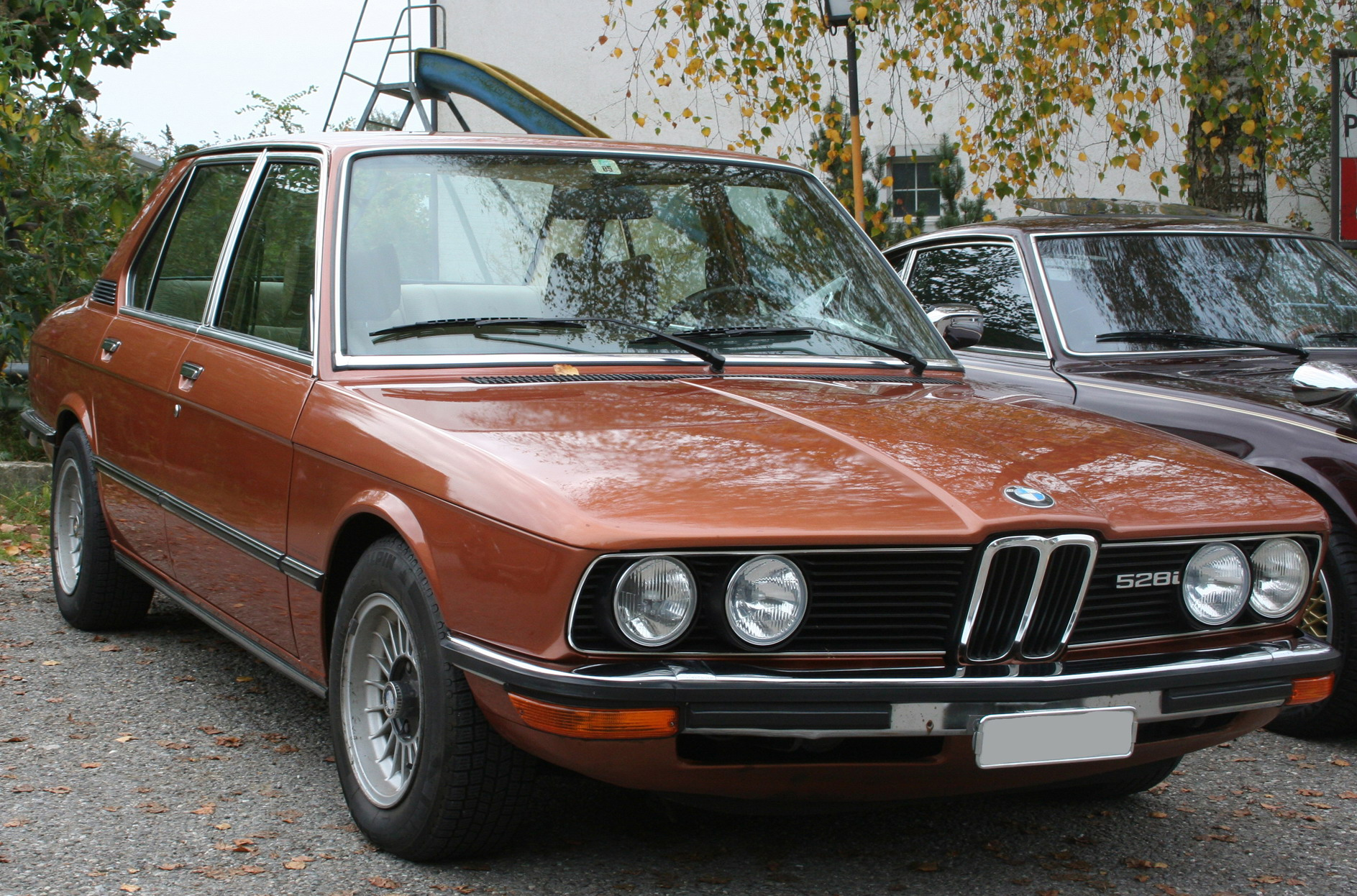
528i après le lifting de 1976
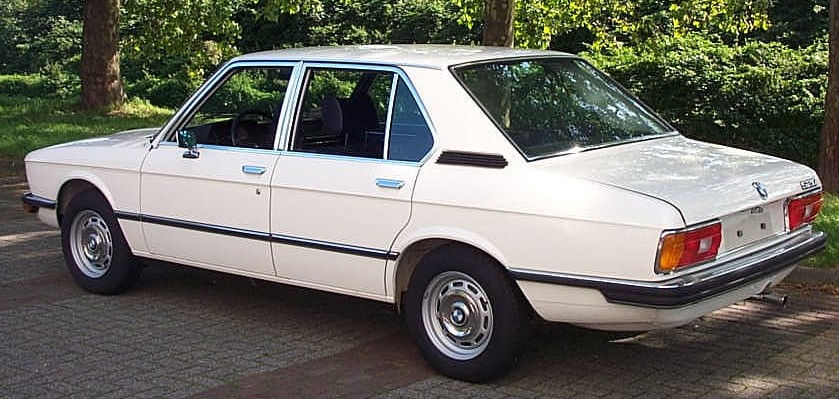
Vue arrière
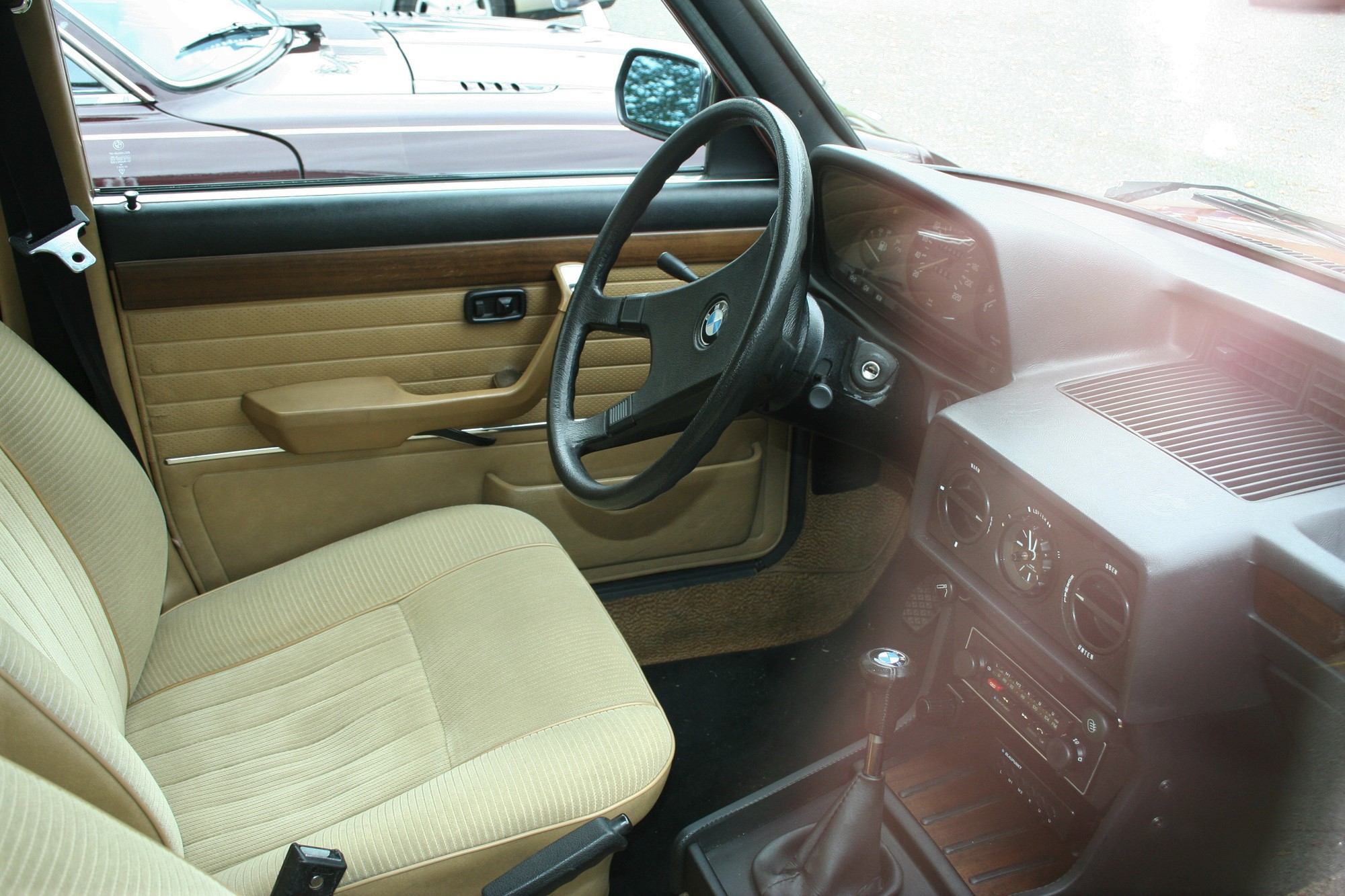
Intérieur de la Série 5 après le lifting de 1976

La première carrosserie de la BMW E12 est communément appelée « phase 1 », la carrosserie « phase 2 » étant la carrosserie restylée de septembre 1976 qui contribua à l'affirmation d'une identité de gamme avec la BMW Série 3 E21 sortie en 1975, la BMW Série 6 E24 sortie en 1976 puis la BMW Série 7 E23 sortie en 1977. Les éléments les plus caractéristiques de cette identité sont le bossage linéaire du capot et la calandre à quatre phares dont l'inclinaison sera adoucie pendant la décennie suivante.
La carrosserie du modèle produit en Afrique du Sud après l'arrêt de la production de la BMW E12 en Europe peut quant à elle être qualifiée de « phase 3 ». Tous les équipements intérieurs de ce modèle hybride étaient ceux de la BMW E28.

## Motorisations

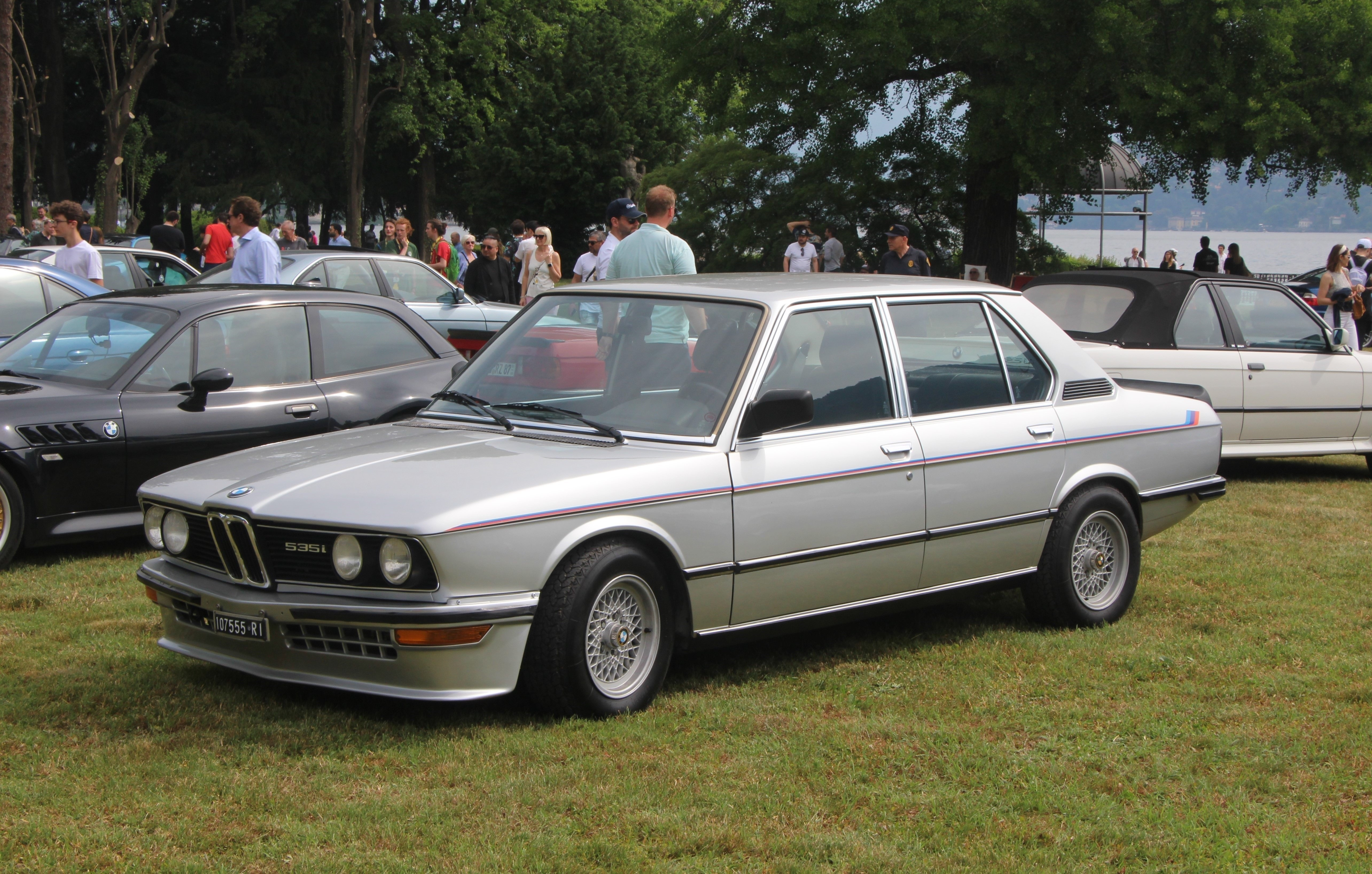
M535i

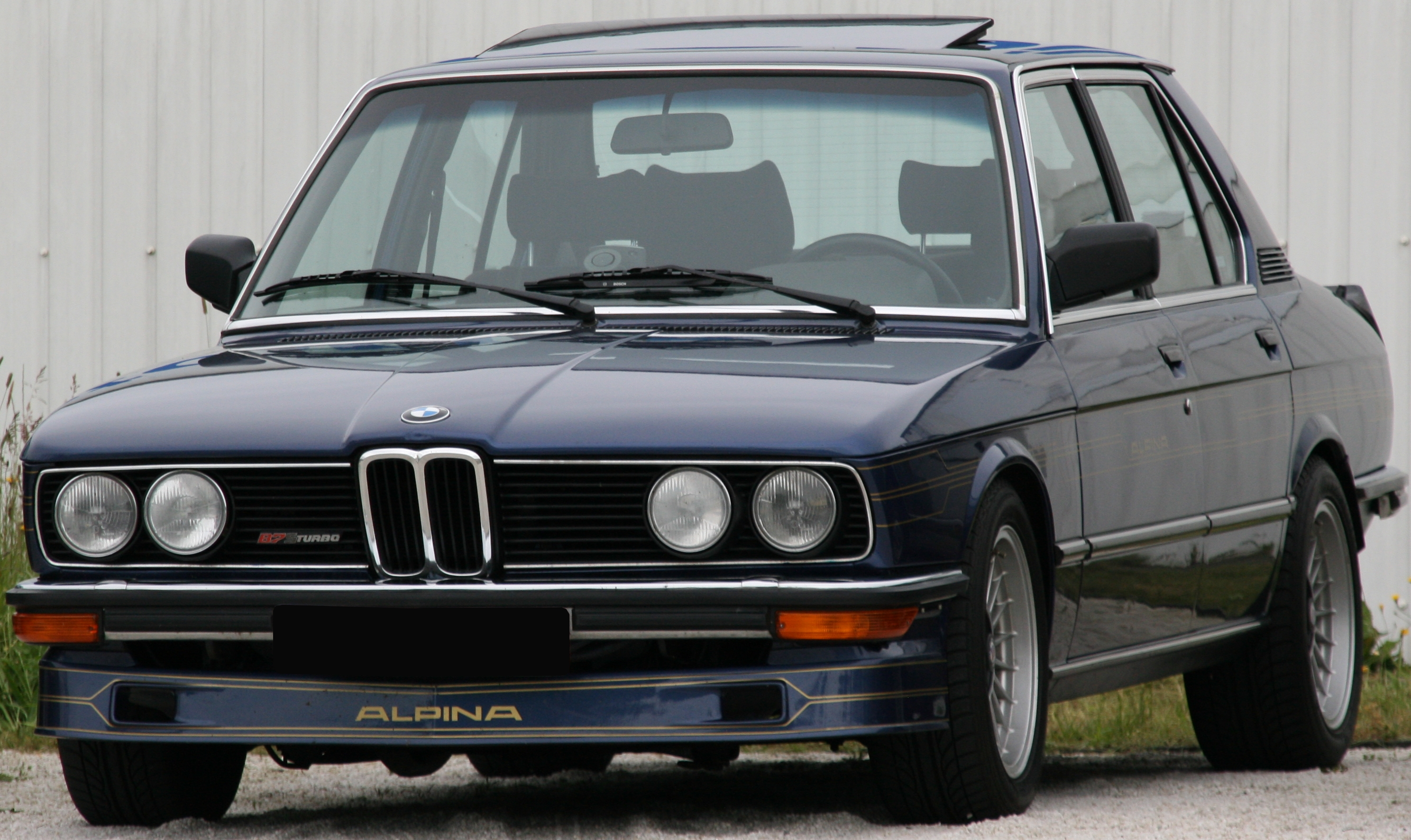
Alpina B7 S turbo

Afin de rivaliser avec les berlines W114 et W115 de Mercedes-Benz, la BMW E12 a été équipée d'une variété de moteurs essence à quatre et six cylindres en ligne. Les moteurs à quatre cylindres M10 de 1,8 et 2,0 litres des berlines Neue Klasse ont respectivement équipé les 518 et 520 / 520i. À partir de 1977, le moteur M10 des 520 / 520i a été remplacé par le moteur à six cylindres M20 de 2,0 litres. Les moteurs à six cylindres M30 de 2,5 et 2,8 litres de la berline E3 ont respectivement équipé les 525 et 528 / 528i. Enfin, le moteur à six cylindres M90 de 3,5 litres de la BMW Série 6 E24 635csi a équipé la M535i. 
À l'exception des 520i, 528i et M535i en Europe, les moteurs à quatre cylindres et six cylindres ont reçu des carburateurs Stromberg, Zenith ou Solex. Pour l'alimentation en carburant, la 520i a d'abord utilisé le système d'injection mécanique Kugelfischer des BMW 2000tii et 2002tii puis le système Bosch K-Jetronic de 1975 à 1977. Les moteurs des modèles 525 et 528 ont été révisés en août 1976, ils ont reçu un carburateur à double registre de type Solex 4A1 à la place du carburateur Zenith; la puissance passant de 107 à 110 kW pour la 525 et de 121 à 125 kW pour la 528. Prenant la suite de la 528, la 528i lancée en septembre 1977 a utilisé le système Bosch L-Jetronic. La M535i a quant à elle bénéficié du système Bosch Motronic. 
Depuis son lancement en 1972, l'éventail des motorisations disponibles pour la BMW E12 n'a cessé d'évoluer à chaque millésime jusqu'à se stabiliser en 1979 puis 1981.
La BMW E12 n’avait pas de moteur diesel, car l’entreprise n’avait pas encore de moteurs diesel dans sa gamme. Les moteurs diesel relativement encombrants des années 1970, pour la plupart encore sans turbocompresseur, ne correspondaient pas au concept de BMW. Un moteur diesel (M21), dérivé du moteur M20, n’a été proposé qu’au modèle successeur, l’E28.
En Afrique du Sud, il y avait la 520 avec un moteur quatre cylindres de deux litres (85 kW/115 ch), la 528 avec un moteur à carburateur (125 kW/170 ch, boîte automatique ZF à trois vitesses standard) et la 530 (130 kW/177 ch avec boîte de vitesses à quatre rapports).

## Chronologie
À partir de 1968, BMW a prévu la successeur de la Neue Klasse (1800 et 2000). Le nom "520" est apparu relativement tôt pour créer un lien avec les modèles BMW 501 et 502.
Pour la présentation de sa BMW Série 5 E12, le constructeur tira parti des Jeux Olympiques de 1972 qui se déroulaient à Munich, la capitale du Land de Bavière où le siège de BMW est implanté. Seules deux versions furent dévoilées : la 520 à deux carburateurs de 115 chevaux (surnommée « 520/4 ») et la 520i à injection de 130 chevaux. La 520i étant considérée comme « sportive », la transmission automatique à 3 vitesses n'était disponible en option que pour la 520/4 dont les carburateurs Stromberg bénéficiaient d'un starter automatique.
Au mois de septembre de l'année suivante, BMW présenta la 525 au Frankfurt Auto Show. L’E12 a été la première BMW à avoir la désignation de la série (un cinq dans ce cas) devant. Elle a été suivie par l’E21 (première Série 3) mi-1975 et par l’E24 (première Série 6) début 1976.
Équipée d'un réservoir de carburant plus volumineux (70 litres au lieu de 56 litres pour les modèles à quatre cylindres), la 525 proposait un moteur à deux carburateurs Zenith de 145 chevaux ainsi qu'un équipement revu à la hausse : le siège du conducteur était réglable en hauteur, la banquette arrière bénéficiait d'un accoudoir et le freinage était assuré par quatre disques. La transmission automatique à 3 vitesses était disponible en option, comme la direction assistée.

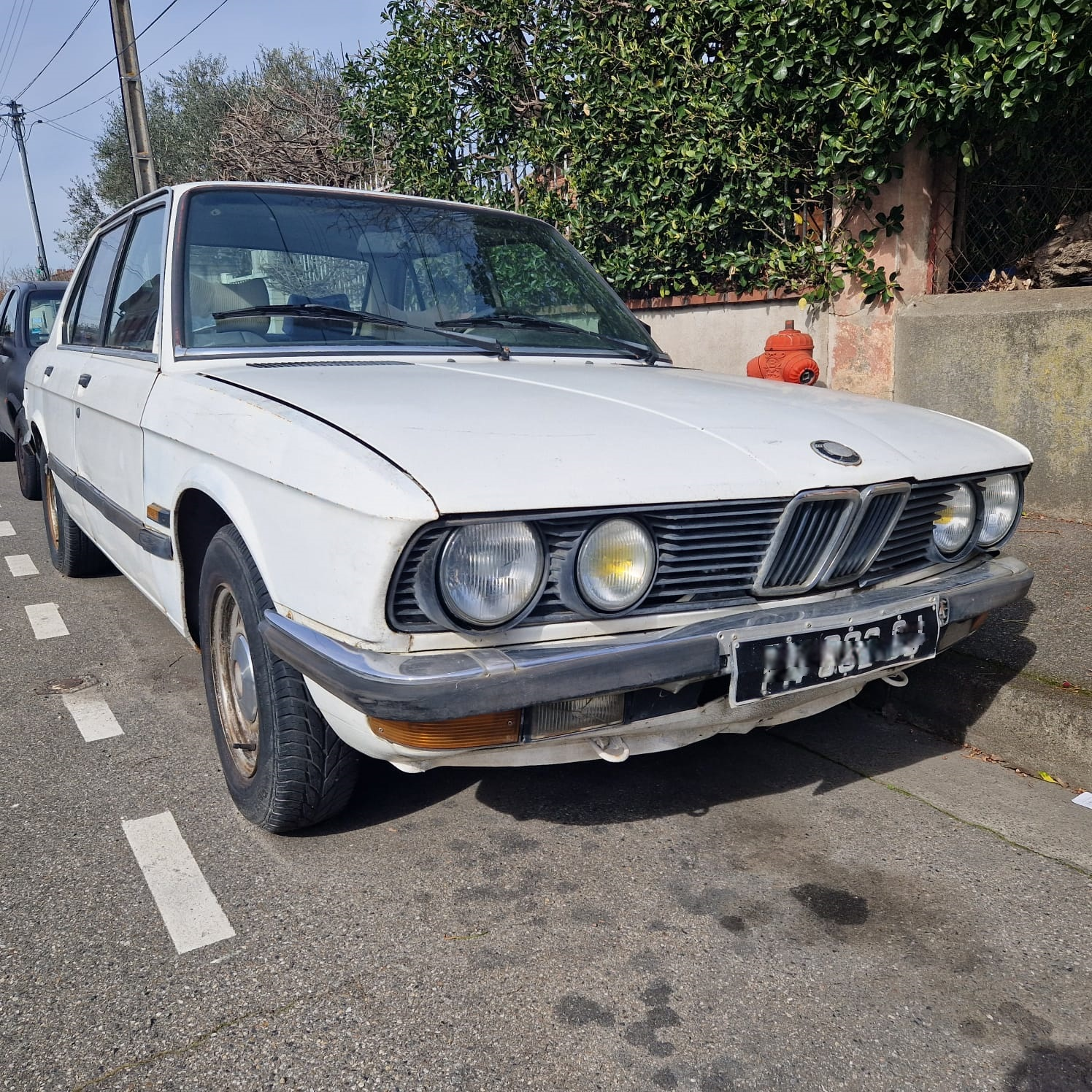
BMW 518 (vue avant)

En juin 1974, BMW présenta la 518 en réponse au choc pétrolier consécutif à la guerre du Kippour. Les prix des carburants ayant significativement augmenté, le constructeur proposait à sa clientèle une alternative économique en équipant la BMW E12 du moteur 1,8 litre à quatre cylindres M10 de la Neue Klasse 1800 et de la Série 02, développant 90 chevaux. Le carburateur Solex 38 PDSI de la 518 fut remplacé un an après le lancement du modèle par le Solex 32/32 DIDTA qui disposait d'un starter automatique et permettait de rouler à l'essence ordinaire, 
En mars 1975, la 528 présentée au Geneva Motor Show venait coiffer la gamme avec des performances de grande routière. Elle proposait un moteur à deux carburateurs Zenith de 165 chevaux, abattait le 0  à   100 km/h en moins de 10 secondes et sa vitesse maximale approchait les 200 km/h. Équipée de quatre freins à disques comme la 525, la 528 était montée de pneumatiques à profil bas et son équipement de série incluait la direction assistée.
En mars 1975, la 528 présentée au Geneva Motor Show venait coiffer la gamme avec des performances de grande routière. Elle proposait un moteur à deux carburateurs Zenith de 165 chevaux, abattait le 0  à   100 km/h en moins de 10 secondes et sa vitesse maximale approchait les 200 km/h. Équipée de quatre freins à disques comme la 525, la 528 était montée de pneumatiques à profil bas et son équipement de série incluait la direction assistée.

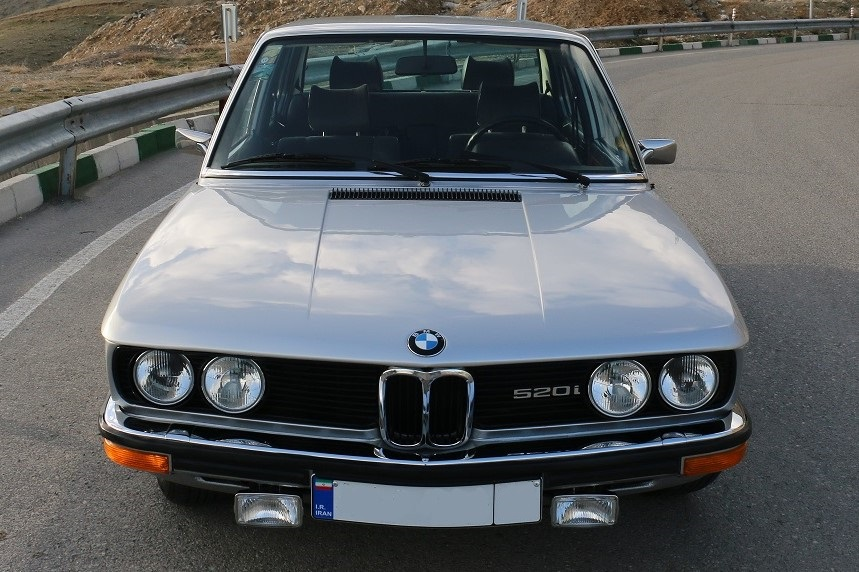
E12 à moteurs quatre cylindres jusqu’en 1976, phares antibrouillard sous le pare-chocs en tant qu’équipement supplémentaire
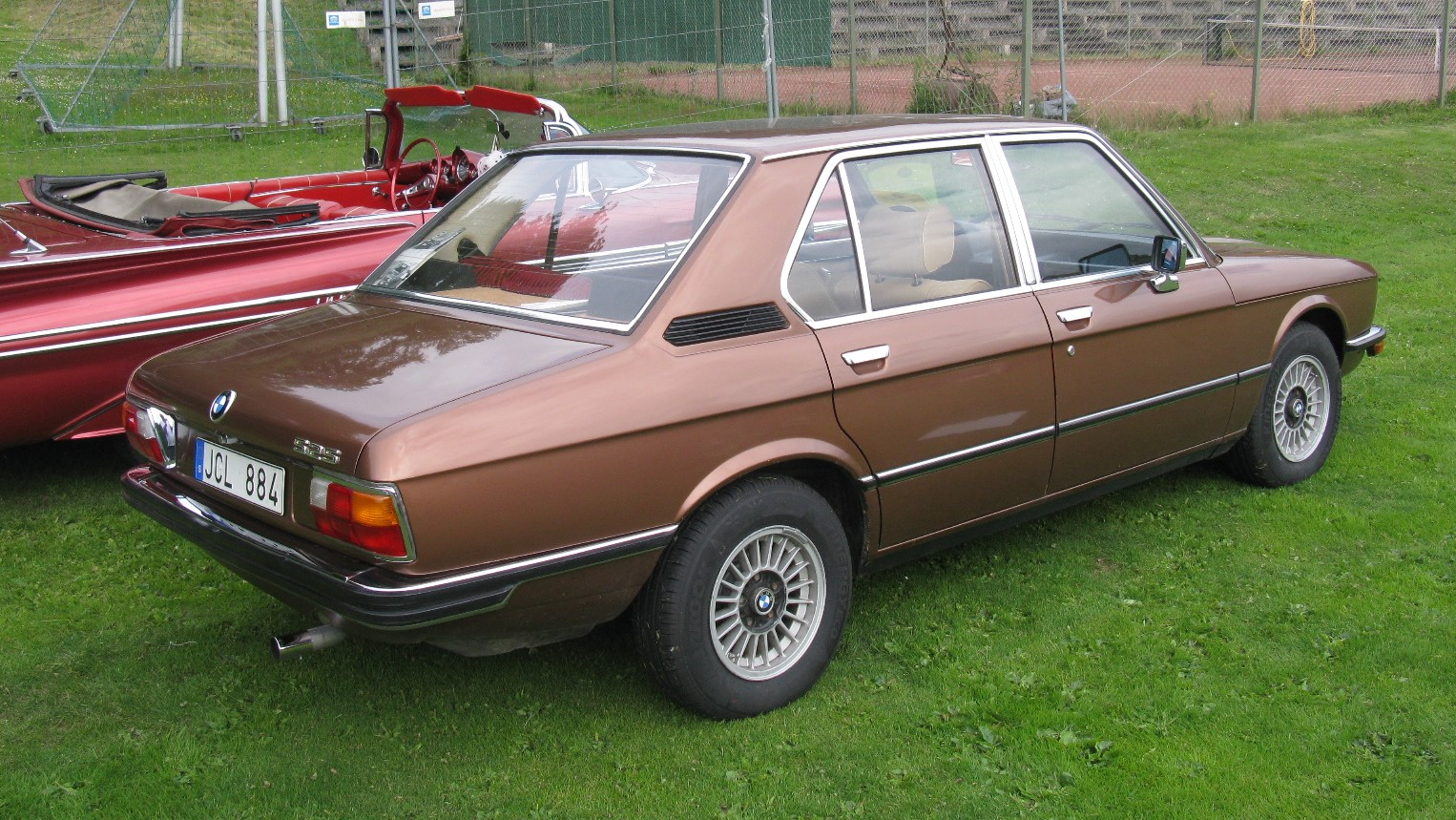
Vue arrière jusqu’en 1976

À partir du restylage de septembre 1976, la puissance des moteurs des 525 et 528 fut améliorée par le remplacement des deux carburateurs Zenith par un carburateur à quadruple corps Solex. Le moteur de la 525 développait ainsi 150 chevaux au lieu de 145 et le moteur de la 528 170 chevaux au lieu de 165.
En septembre 1977, la nouvelle 520 à moteur 6 cylindres fut présentée au Frankfurt Auto Show. BMW souhaitant se distinguer de Mercedes-Benz dont les moteurs 2,0 litres étaient encore des quatre cylindres, cette nouvelle 520 de 122 chevaux (surnommée « 520/6 ») remplaçait à la fois les 520/4 et 520i à quatre cylindres. La 528i fut également présentée en remplacement de la 528. L'adoption du système d'injection Bosch L-Jetronic en remplacement du carburateur Solex amenait sa puissance à 177 chevaux et sa vitesse de pointe au-delà de 200 km/h. En revanche, les transmissions disponibles pour ce modèle étaient inchangées : manuelle à 4 vitesses ou automatique à 3 vitesses en option.
À l'automne 1978, deux transmissions manuelles à 5 rapports furent proposées en option pour la 528i : une boîte de vitesses « économique » surmultipliée et une boîte de vitesses « sport », développées par l'équipementier allemand Getrag. Cette seconde boîte de vitesses est reconnaissable à sa première vitesse située en bas (surnommée « Dog-leg »). La démultiplication de la transmission automatique fut également revue. Enfin, la puissance du moteur de la 528i progressa légèrement pour atteindre 184 chevaux.
En septembre 1979, BMW dévoila la M535i au Frankfurt Auto Show. Équipée du moteur à six cylindres M30 de 3,5 litres de la BMW Série 6 635csi qui développait 218 chevaux, cette nouvelle version de la BMW E12 marqua les esprits par ses performances et son équipement de série pléthorique, tels que la boîte « sport » optionnelle de la 528i, un pont autobloquant et des sièges Recaro. Produite du mois d'avril 1980 au mois d'avril de l'année suivante, la M535i fut uniquement commercialisée en Europe et diffusée à 1 410 exemplaires.
Également à partir de 1979, la boîte de vitesses manuelle à 5 rapports en option fut généralisée dans sa version « économique » au bénéfice des 518, 520/6 et 525.
En juin 1981, la production de l’E12 a pris fin en Allemagne. La BMW E28 a ensuite remplacé la BMW E12 en Afrique du Sud et elle y a été produite jusqu’en 1989.

## Modèles spécifiques
Plusieurs modèles ont été produits en Allemagne à des fins d'exportation quand d'autres modèles étaient assemblés localement en Uruguay, au Portugal, en Afrique du Sud, en Thaïlande et en Indonésie. Le préparateur allemand Alpina et BMW Motorsport, le département compétition du constructeur, ont également contribué à la production en petites séries de BMW E12 plus puissantes. 
La 518i produite en Allemagne à partir de 1979 était uniquement destinée aux marchés japonais et suédois. Le modèle japonais était équipée de série d'une transmission automatique. Le modèle suédois pouvait être commandée en version « Luxe », dotée de nombreux équipements dont le verrouillage centralisé, la direction assistée, des vitres teintées et un toit ouvrant à ouverture manuelle. Toutes les 518i utilisaient le système d'injection Bosch K-Jetronic.
La 530i produite en Allemagne fut exportée vers les États-Unis et, dans une moindre mesure, vers le Japon de 1974 à 1978. Le modèle américain reçut des pare-chocs plus épais et un système de climatisation de série. Le modèle japonais était équipée des pare-chocs du modèle américain et d'une transmission automatique de série. Toutes les 530i utilisait le système d'injection Bosch L-Jetronic pour satisfaire aux normes d'émission américaines. La 528i remplaça la 530i en 1978. À partir de 1980, le modèle japonais fut livré avec les pare-chocs qui équipaient les modèles européens.
La 530MLE produite en Afrique du Sud fut commercialisée en 1976 et 1977. Basée sur une 525 assemblée dans l'usine de Rosslyn, la 530MLE était un modèle sportif initialement commercialisée à 100 exemplaires pour satisfaire à la législation sud-africaine en matière de compétition automobile. Ce modèle était équipé de série d'une boîte de vitesses à 5 rapports, d'un vitrage aminci et de sièges Scheel bleus. Malgré un prix de vente conséquent et une limitation de vitesse nationale fixée à 90 km/h, 216 exemplaires de la 530MLE furent livrés à des particuliers. Seules trois teintes de carrosserie étaient disponibles : blanc, gris clair métallisé et bleu clair métallisé.
La Alpina B7 Turbo basée sur la 528i a été produite de 1978 à 1982. Fort de 300 chevaux, ce modèle abattait le 0  à   100 km/h en 6,5 secondes et sa vitesse maximale était supérieure à 250 km/h. Une version plus puissante encore, la BMW Alpina B7 S Turbo, fut produite en 1981 et 1982.
Des véhicules préparés par BMW Motorsport ont reçu une augmentation des performances grâce à l’installation de moteurs de plus grande cylindrée. À partir de 1980, M GmbH a proposé la BMW M535i en plus grand nombre. Son moteur de 3,5 litres provenait de la Série 7, mais il était structurellement étroitement lié au moteur de trois litres, de sorte qu’une telle conversion offre une augmentation des performances.

## Caractéristiques techniques
Le tableau suivant décrit les modèles produits dans les usines de Munich et Dingolfing, et commercialisés en Europe ou exportées vers les États-Unis ou le Japon (528i, 530i) :
| Modèle | Moteur     | Type | Cylindrée | Alimentation                            | Puissance | Production | Fabrication       |
| ------ | ---------- | ---- | --------- | --------------------------------------- | --------- | ---------- | ----------------- |
| 518    | M10 (M118) | L4   | 1 766 cm3 | Solex 38 PDSI puis Solex 32/32 DIDTA    | 90 ch     | 120 377    | 05/1974 > 05/1981 |
| 518i   | M10B18     | L4   | 1 766 cm3 | Bosch K-Jetronic                        | 100 ch    | 3 015      | 06/1979 > 06/1981 |
| 520/4  | M10 (M17)  | L4   | 1 990 cm3 | Stromberg 175 CDET (x2)                 | 115 ch    | 243 529    | 02/1972 > 03/1979 |
| 520/6  | M20B20     | L6   | 1 990 cm3 | Solex 32/44 4A1                         | 122 ch    | 243 529    | 03/1977 > 06/1981 |
| 520i   | M10 (M15)  | L4   | 1 990 cm3 | Kugelfischer PL04 puis Bosch K-Jetronic | 130 ch    | 25 156     | 03/1972 > 08/1976 |
| 520i   | M10 (M64)  | L4   | 1 990 cm3 | Bosch K-Jetronic                        | 125 ch    | 25 156     | 04/1976 > 07/1979 |
| 525    | M30B25     | L6   | 2 494 cm3 | Zenith 32/40 INAT (x2)                  | 145 ch    | 122 272    | 06/1973 > 08/1976 |
| 525    | M30B25     | L6   | 2 494 cm3 | Solex 32/54 4A1                         | 150 ch    | 122 272    | 05/1976 > 06/1981 |
| 528    | M30B28     | L6   | 2 788 cm3 | Zenith 35/40 INAT (x2)                  | 165 ch    | 30 565     | 11/1974 > 08/1976 |
| 528    | M30B28     | L6   | 2 788 cm3 | Solex 32/54 4A1                         | 170 ch    | 30 565     | 03/1976 > 09/1977 |
| 528i   | M30B28     | L6   | 2 788 cm3 | Bosch L-Jetronic                        | 177 ch    | 65 736     | 01/1977 > 02/1978 |
| 528i   | M30B28     | L6   | 2 788 cm3 | Bosch L-Jetronic                        | 184 ch    | 65 736     | 02/1978 > 06/1981 |
| 530i   | M30B30     | L6   | 2 986 cm3 | Bosch L-Jetronic                        | 176 ch    | 28 111     | 07/1974 > 08/1978 |
| M535i  | M90        | L6   | 3 453 cm3 | Bosch Motronic                          | 218 ch    | 1 410      | 04/1980 > 05/1981 |

## Production
Le volume total de BMW E12 produites est 722 435. La répartition de la production fut la suivante :
- Fabrication dans les usines de Munich et Dingolfing de février 1972 à juin 1981 : 640 171 exemplaires

Initialement, la BMW E12 n’était construite que dans l’usine principale de BMW à Munich-Milbertshofen. Après la mise en service de la nouvelle usine de Dingolfing en 1973, la production y a été progressivement déplacée, les premières 520 sont sorties de la chaîne de montage le 27 septembre 1973 et en 1975, BMW a cessé de produire la Série 5 à Munich. À Munich, BMW Motorsport GmbH (M GmbH en abrégé) a initialement converti des BMW 525 et BMW 528 à la demande spéciale d’un client.
- Assemblage (Uruguay, Portugal, Afrique du Sud, Thaïlande et Indonésie) jusqu'à juin 1981 : 59 164 exemplaires

En Thaïlande, l’E12 a été assemblé à partir de kits de véhicules par Yontrakit Corporation.
- Assemblage en Afrique du Sud à destination du marché local jusqu'à septembre 1985 : 23 100 exemplaires

Chez BMW Afrique du Sud en République d’Afrique du Sud, l’assemblage de la Série 5 berline a commencé en 1974 à l’aide de kits de pièces fournis (Complete Knock Down). Cette gamme y fut fabriquée jusqu’en 1985. En 1982, elle a reçu l’intérieur et les moteurs de la nouvelle Type E28.

## Culture populaire
Outre ses apparitions dans plusieurs films ou séries des années 1970 et 1980, la BMW Série 5 E12 est habituellement associée à un policier allemand de fiction télévisée, l'inspecteur Stephan Derrick, et au criminel français Jacques Mesrine. Dans le film Les Compères, Gérard Depardieu conduit une 528i bleu foncé qui est visible très régulièrement. Dans le film L'Ennemi public nº 1 (film, 2008), Vincent Cassel qui incarne Jacques Mesrine est aux commandes d'une 528i marron foncé.